# Hariharpur (Indie)
Hariharpur – miasto w północnych Indiach w stanie Uttar Pradesh, na Nizinie Hindustańskiej.
Populacja miasta w 2001 roku wynosiła 9257 mieszkańców.